# Scolopendrelloides bifida
Scolopendrelloides bifida är en mångfotingart som beskrevs av Ulf Scheller 1961. Scolopendrelloides bifida ingår i släktet Scolopendrelloides och familjen snabbdvärgfotingar. Inga underarter finns listade i Catalogue of Life.